# Hamburgerová univerzita
Hamburgerová univerzita (v angličtině Hamburger University) je 12 000 m²
velké školící zařízení McDonald's, které se nachází v Oak Brook, na západním předměstí Chicaga ve státě Illinois. Výuku v tomto zařízení absolvovalo více než 80 000 manažerů restaurací, středních manažerů a majitelů/provozovatelů.

## Areál
Dnes se Hamburgerová univerzita nachází na areálu velkém 32 hektarů s 19 rezidentními instruktory na plný úvazek. Zařízení se skládá z 13 výukových místností se 300 sedadly, 12 interaktivních vzdělávacích týmových místností a třech kuchyňských laboratoří. Hamburgerová univerzita má tlumočníky, kteří mohou poskytnout simultánní tlumočení. Fakulta má možnost učit ve 28 různých jazycích.
Zakladatel Ray Kroc na začátku dohlížel na lekce. I když Kroc zemřel v roce 1984, objevuje se v nahrávkách, které jsou na Hamburgerové univerzitě stále používány.

## V populární kultuře
Hamburgerová univerzita byla satirizována v roce 1986 komedií Hamburger… od Motion Picture. Byla také zobrazena v McDonald's reklamě, kde Ronald McDonald a roboti, kteří vypadají jako hamburgery, odchází jako vystudovaní z této školy.